# Járművezető

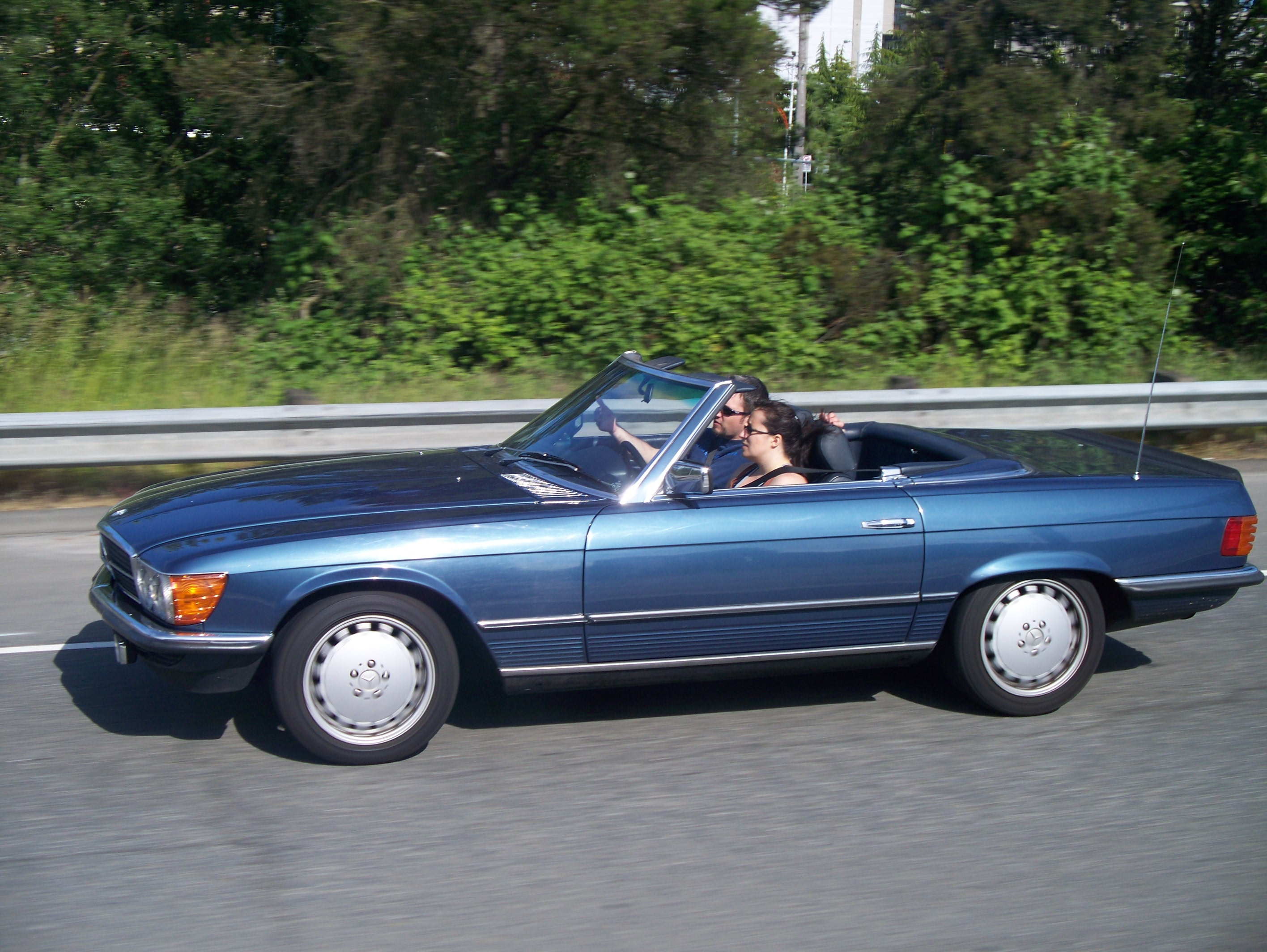
Mercedes és vezetője egy washingtoni autópályán

A járművezető olyan személy, aki felelős egy adott jármű irányításáért, illetve aki a járművet vezeti. Vannak járművek, amelyeknek vezetése jogosítvány (vezetői engedély) előzetes megszerzéséhez kötött és vannak jogosítvány nélkül vezethető járművek is.
A járművezetés hivatásszerűen is végezhető. Ebben az értelemben a járművezető egy foglalkozás.

## Történelmi áttekintés

Bob Burman autóversenyzőt ábrázoló fotográfia 1910-ből

A jármű általános fogalma olyan áru- vagy személyszállításra alkalmas eszközöket is magába foglal, amelyek már a történelem korai szakaszában ismertek voltak. Ezek a járművek többségében állati vagy emberi erővel, esetenként a szél erejével meghajtott eszközök voltak: állati erővel vontatott egy- vagy többszemélyes, két-, három- vagy négykeréken gördülő kocsik és talpon sikló szánok a szárazföldön, illetve valamilyen evező alkalmatossággal hajtott, illetve vitorla segítségével a szél által mozgatott vízi eszközök a vízen. Ezeknek a járműveknek a vezetője a hajtó vagy kocsis, illetve a vízijármű kormányosa volt.
Mai használata szerint járművezetőnek a gépi meghajtású eszközök vezetőit nevezzük. Az állati vontatású eszközök irányítóját hajtónak nevezzük. A történelem során a különböző típusú járművek vezetői különböző, sajátos elnevezést kaptak. Például sofőr, pilóta, kormányos (vagy kapitány), illetve az általuk vezetett eszközről lettek elnevezve, például mozdonyvezető, villamosvezető, autóbuszvezető, trolibuszvezető, metróvezető stb. A járművezető szó mindezek összefoglaló elnevezése.
A járművek vezetéséhez – néhány kivételtől eltekintve – ma már vezetői engedély, jogosítvány szükséges. A világon az első jogosítványt Karl Benz kapta 1888-ban a badeni nagyhercegtől. Az angolok 1897-ben, a franciák és a németek 1900-ban hoztak különböző szabályrendszereket. 1900-ban Haltenberger Sándor postamérnök indította el az első automobil-vezetői tanfolyamot. Magyarországon 1901-től kötötték sikeres gépjárművezetői vizsga letételéhez az automobilok vezetését. Az első vizsgát 1901-ben a Városliget szélén ünnepélyes keretek között tartották. Az első magyar nyelvű autóvezetői tankönyvet 1901-ben „Az automobil” címmel adták ki. 1908 novemberében Párizsban nemzetközi közlekedési konferenciát rendeztek, amely ajánlásokat adott ki. 1912-ben kezdődött az államilag szervezett kötelező gépjárművezető-képzés, amellyel egy évvel megelőztük az Amerikai Egyesült Államokat is. Ennek keretében hozták létre az Állami Sofőriskolát. 1925-ben a jogosítványokat ki kellett cserélni, és a háború előtti jogosítvánnyal rendelkezőknek újra kellett vizsgázni.

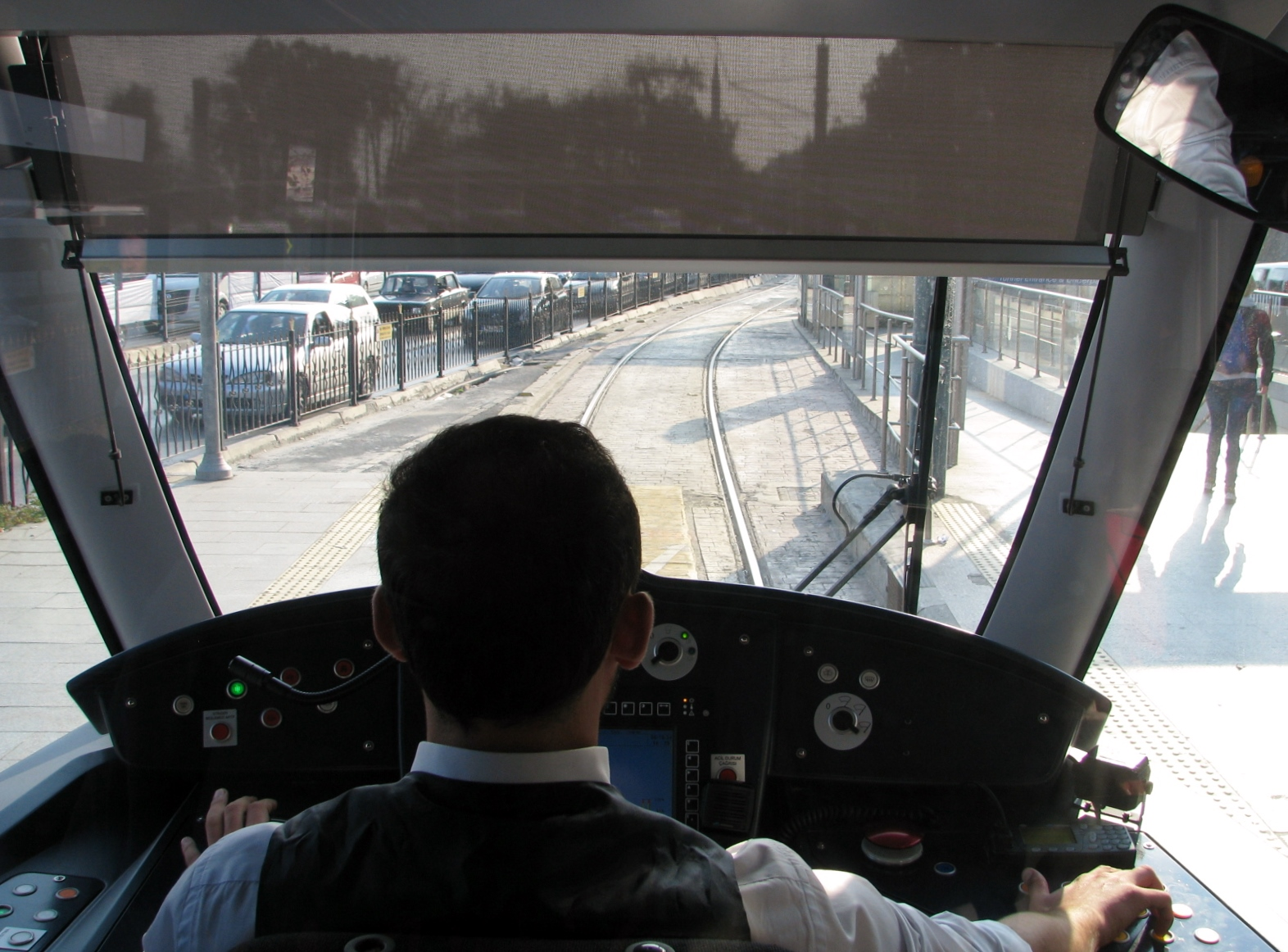
Isztambuli villamosvezető 2014-ben

1935-ben létrehozták az Állami Gépjárművezetőképző Tanfolyam Bizottságát, amely módosította, korszerűsítette a képzés szervezeti szabályzatát. A hivatalos honvédségi „gépkocsizó kiképzés" az 1930-as években kezdődött a Budapest-Mátyásföldi laktanya Gépkocsizó Tanezrede szervezésében. Az 1948-ban megalakult Magyar Honvédelmi Szövetség eleinte a motorsporthoz biztosított technikával vett részt az „A" kategóriás képzésben, majd tevékenységük fokozatosan a személygépjármű-vezető képzésre is kiterjedt. Az Állami Sofőriskola jogutódjaként az Állami Autóműszaki Intézet 1949. január 31-től jött létre. Az ötvenes évek elején a hivatásos vezetőket az egész ország területéről folyamatosan hívták be 6 hetes középfokú tanfolyamra, amelynek végén az akkori oktató-gépjárművezetőknek már képesítő vizsgát is kellett tenniük. Az Autóműszaki Intézet 1953-tól „Gépjárművezető-képző Iskola” néven működött, majd 1956-ban kapta a KPM Autóközlekedési Tanintézet (ATI) nevet. A gépjárművezető-képzés rendszerét 1969-ben megreformálták.
Az autóbuszközlekedés Aradon 1909-ben, Budapesten 1915-ben indult el. 1933-ban az újonnan megalakuló óbudai trolibuszüzemre kijelölt járművezetők vizsgáztatásáról egy belügyminiszteri rendelet intézkedett. Autóbuszt 1947-ig csak férfi vezethetett, azóta nők vezethetnek is autóbuszt és trolibuszt.

## A járművezető szó szinonimái
A járművezetőt széles körben elterjedt „sofőr” szó eredetileg franciául „fűtőt” jelentett, ezért például villamos üzemű járművek vezetőire nem is alkalmazzák. A hajók esetében a ténylegesen a járművet vezető személy a kormányos.

## A vezető fogalma a KRESZ-ben
A KRESZ vezetőről tesz említést és nem járművezetőről. A közúti forgalommal kapcsolatos fogalmak körében vezető az a személy, aki az úton járművet vezet, vagy állatot hajt (vezet). A segédmotoros kerékpárt vezető, illetve a kerékpárt toló személy nem számít vezetőnek. A gépkocsivezetés oktatása és az azt követő forgalmi vizsga során az oktató minősül vezetőnek.

## Besorolás, képzés
Mozdonyvezető

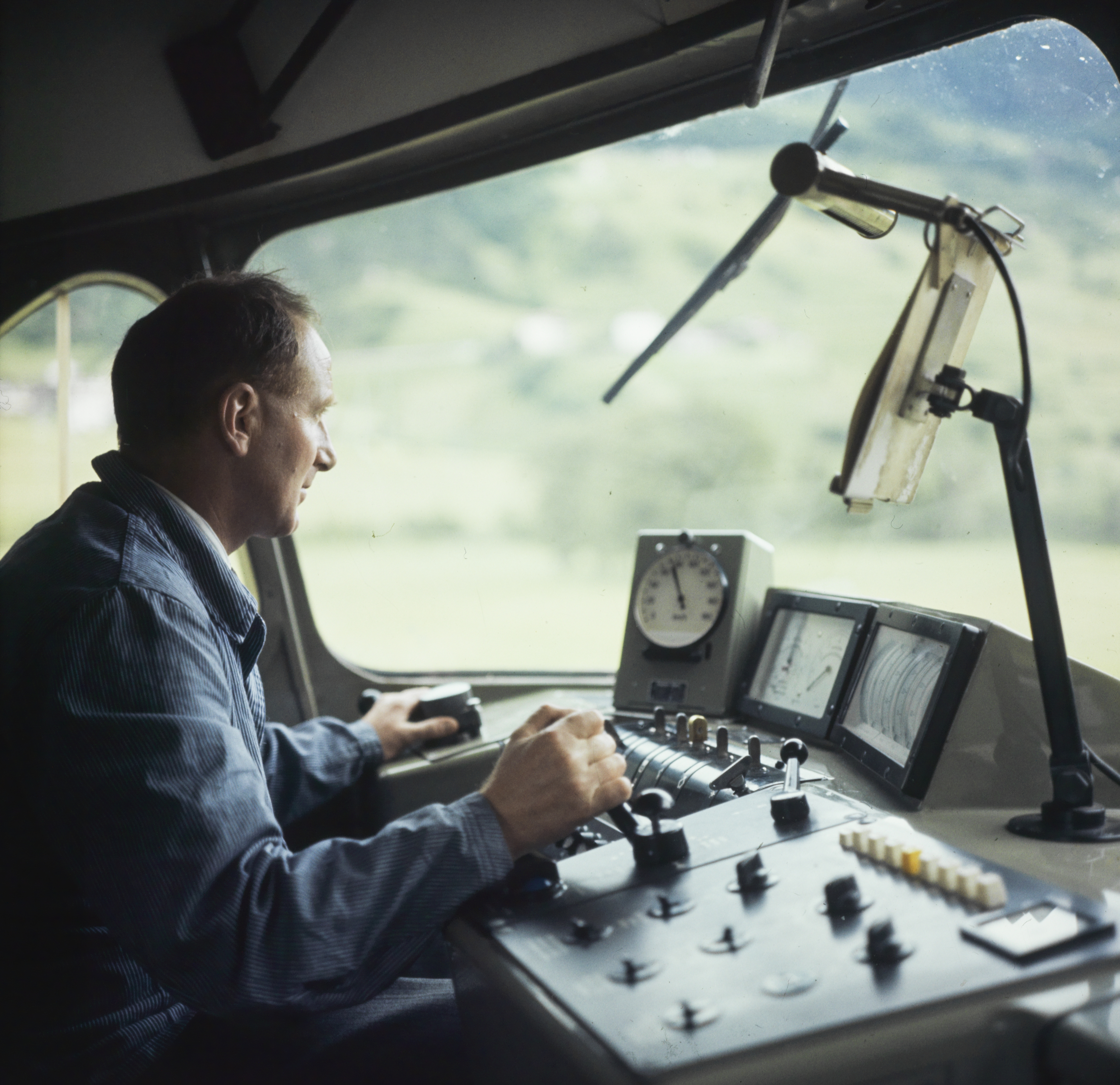
Svájci mozdonyvezető munka közben

Vezeti a közforgalmú, a magán- és bányavasutak (dízel-, villamos-, ritkán gőzmeghajtású) mozdonyait. A képzés során egy év alatt lehet a különböző tanfolyamokon, képzéseken, vizsgákon keresztül megszerezni a jogosultságot mozdony vezetésére. Előképzettség nem szükséges, de különböző intelligencia teszteken, és komoly orvosi alkalmassági vizsgálatokon kell átesni.
Villamosvezető
Utasokat szállítva, menetrend szerint közlekedve vezeti a villamost. A tanfolyam féléves, a feltétel erkölcsi bizonyítvánnyal igazolt büntetlen előélet, betöltött 20. életév, illetve 8 általános iskolai végzettség.
Metróvezető
Helyi közforgalmú vasútijármű-vezetőként, a metrószerelvény egyszemélyi felelős vezetőjeként, jellemzően föld alatt kiépített vonalakon utasokat szállít. A metróvezető-képzést Magyarországon kizárólag a BKV Zrt. végzi. A tanfolyam féléves, amelyet pályaalkalmassági vizsgálat előz meg. Az oktatásokat vizsgák, majd szakmai gyakorlat követi. A beiskolázás feltétele betöltött 20. életév, erkölcsi bizonyítvány és alapfokú iskolai végzettség. A jelentkezőknek alkalmassági vizsgálatokon kell átesni.
Trolibuszvezető
Közúton menetrend szerinti járaton közösségi személyszállítás céljából önjáró vagy felső vezetékhez kötött üzemmódban, személyi felelősséggel trolibuszt vezet. Ahhoz, hogy trolibuszvezető-tanulónak jelentkezhessen valaki, az autóbuszsofőr-tanulókkal szemben támasztott elvárásokkal ellentétben, nincs szükség „C”, csak „B” kategóriás jogosítványra. További feltétel a betöltött 21. életév, minimum 2 éves „B” kategóriás érvényes vezetői engedély, szakmunkás bizonyítvány, valamint egészségügyi- és pályaalkalmassági vizsgálat alkalmasnak minősítése.
Személygépkocsi-vezető
Gépjárművet vezet, hogy személyeket, kisebb terjedelmű rakományt (kiscsomagot), egyéb küldeményeket szállítson. A személygépkocsi a legfeljebb 3500 kg megengedett legnagyobb össztömegű, a vezető ülésén kívül legfeljebb 8 állandó ülőhellyel rendelkező gépkocsi. Ennek vezetéséhez úgynevezett „B” kategóriás jogosítvány szükséges. A jogosítvány megszerzésének feltétele, hogy az oktatásra jelentkező 17 éves vagy legfeljebb fél évvel fiatalabb tanuló legyen, legalább a 8 általános iskolát elvégezte, egészségileg alkalmas és a közlekedésbiztonsági feltételeknek megfelel. A tanulónak elméleti kresz vizsgát kell tenni a tanfolyam kezdetétől számított 9 hónapon belül legalább egyszer, valamint egy éven belül sikerülni kell az elméleti vizsgának. Minden tanulónak a gyakorlati vizsgáját a sikeres elméleti vizsgától számított 2 éven belül kell letennie. Gyakorlati vizsgára csak az a tanuló bocsátható, aki sikeres elméleti vizsgát tett és a tanfolyam gyakorlati oktatási részét elvégezte. A gyakorlati oktatás legalább 30 óra forgalomban vezetést tartalmaz. Vezetői engedélyt az kaphat, aki a gyakorlati vizsgát sikeresen letette, valamint a közúti járművezetők elsősegély-nyújtási ismereteinek megszerzéséről szóló igazolással rendelkezik vagy az arról szóló felmentést bemutatta.
Tehergépkocsi-vezető, kamionsofőr

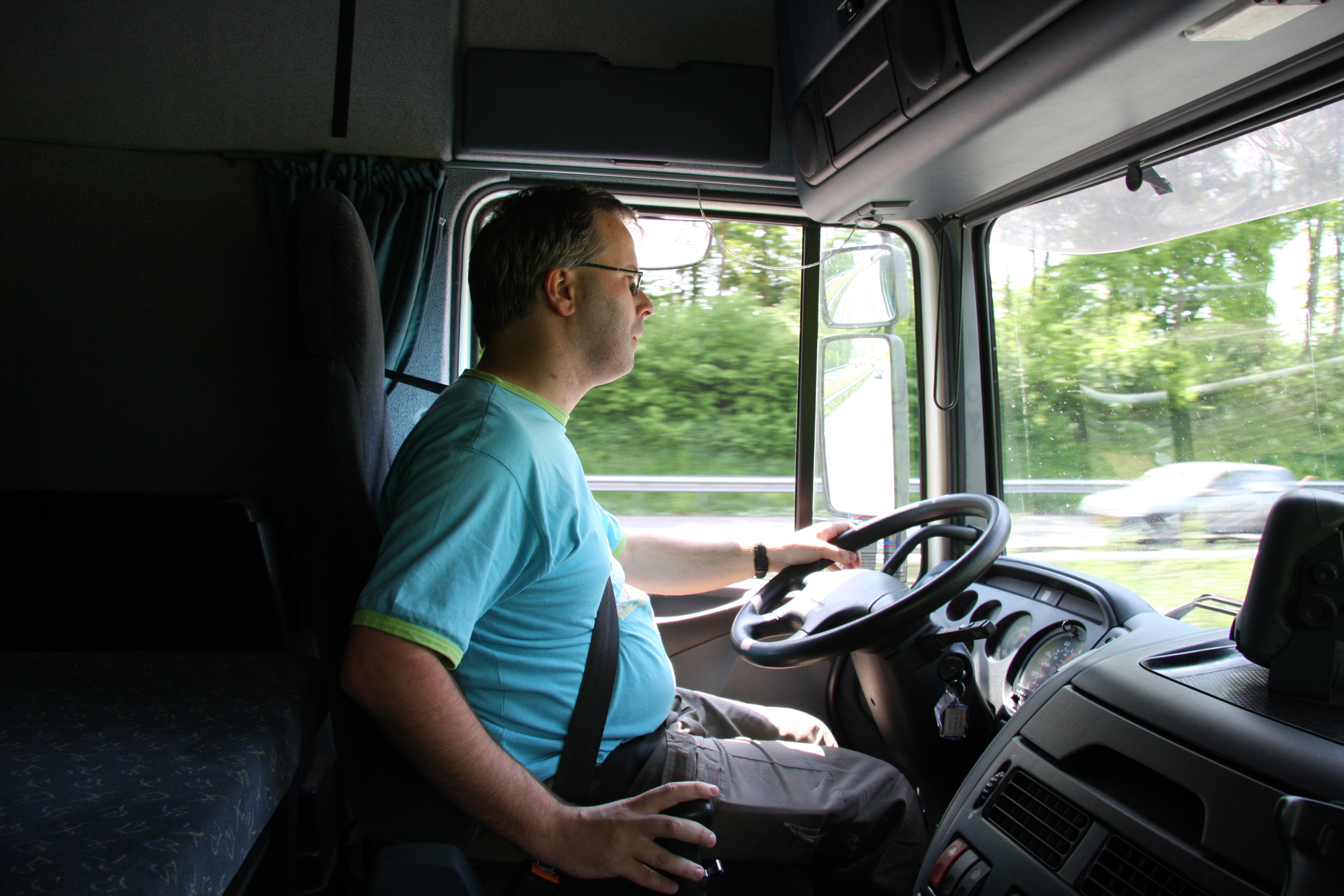
Kamionsofőr útközben

Benzin vagy dízel üzemű járműveket vezet áruszállítási céllal bel- és külföldi útvonalakon. Az Országos képzési jegyzékben (OKJ) a 35 841 02 szám alatti képzéssel lehet középfokú tehergépkocsi-vezetői szakképesítést szerezni. A képzés ideje fél év, a beiskolázás alapfokú végzettséget és „B” kategóriás jogosítványt igényel.
Autóbuszvezető
Közúton menetrend szerint vagy különjáratokon, közösségi személyszállítás céljából, személyi felelősséggel autóbuszt vezet. Az autóbuszsofőr-tanulókkal szemben támasztott elvárás a „C” kategóriás jogosítvány, valamint betöltött 21. életév, minimum 2 éves „C” kategóriás érvényes vezetői engedély, szakmunkás bizonyítvány, valamint egészségügyi- és pályaalkalmassági vizsgálat alkalmasnak minősítése.
Egyéb járművezető és kapcsolódó foglalkozású
Ide tartoznak a 841-es alcsoportból a máshová be nem sorolható járművezetők. Ide tartozik minden olyan speciális, önjáró gép vezetése, amely a fentebbi csoportok egyikébe sem sorolható, például a különböző munkagépek (emelők, markolók, villástargoncák, aszfaltozó gépek stb.), valamint a motorkerékpár is.

### A tömegközlekedési járművezetők képzése
A tömegközlekedési járművezetők (trolibusz-, villamos. metróvezetők) elméleti képzéssel kezdenek, majd utána gyakorlati oktatáson vesznek részt, amelynek a rutin részét hatósági vizsga zárja. Ezt követően minimum 348 kilométer levezetése után egy 105 perces forgalmi vizsga következik, ennek sikeres teljesítése után kapja meg a D kategóriás jogosítványt. Ez a feltétele annak, hogy valaki elkezdhesse az úgynevezett GKI (gépjárművezetői képesítési igazolvány) alapképző tanfolyamot, amelynek része a többi között a veszélyhelyzetek elhárítására szolgáló gyakorlati képzés is. A GKI-képzés szintén hatósági vizsgával zárul, és BKV-s átképző tanfolyam követi, amely útvonalismeretből, járműtípus-ismeretből, utasításismeretből áll. Az utolsó lépés az úgynevezett módszerátadás, amelynek lényege, hogy az új sofőr napokon keresztül egy tapasztalt járművezető mellett tesz szert gyakorlatra. A tömegközlekedési járművezetők csaknem hat hónapnyi elméleti és gyakorlati képzés után kezdenek önállóan dolgozni.

### Munkakörülmények
A munkavégzés helye e foglalkozásoknál zárt tér, a vezetőfülke. A munkavégzés során ezeknél a foglalkozásoknál az egészségre ártalmas környezeti tényezők: rázkódás; zajártalom; levegőszennyeződés (elhasznált levegő, kipufogó gázok). A tömegközlekedési járművezető munkája emellett fokozottan balesetveszélyesnek minősül. A tömegközlekedési járművezetői munka a fizikai megterhelés szempontjából könnyű fizikai munkának minősül. Jellemzője a hosszan tartó ülés,  és ez a kényszertesttartás mozgásszervi panaszok kialakulásához vezethet. A forgalomhoz való alkalmazkodás, például a forgalmi dugók elviselése, a közlekedés többi résztvevőjének magatartása és az erre való reagálás, a folyamatos megfeszített figyelem és az esetleges monotonitás pszichés terhelést, mentális kifáradást eredményezhet.